# Homme bisexuel
Un homme bisexuel est quelqu'un du genre masculin ressentant une attraction sexuelle envers les hommes et les femmes.
Des débats scientifiques ont longtemps eu lieu sur la réalité d'une orientation sexuelles où des hommes seraient attirés à égalité par les hommes et les femmes, mais aujourd'hui cela n'est plus autant controversé,.
La bisexualité des hommes est souvent rendue invisible par la société, car les relations entre hommes sont généralement désapprouvées, et ceux qui maintiennent par ailleurs des rapports avec des femmes sont ainsi incités à dissimuler leurs penchants pour les hommes. Dans leur traversée des espaces hétéronormés et queer, les hommes bi voient souvent la validité de leur expérience et de leur masculinité remise en cause parce qu'elle ne rentre pas dans les cases, et adopte alors différentes stratégies: relativiser l'importance des étiquettes, se définir avant tout par l'authenticité, adapter son comportement au contexte, compter sur ses relations au sein des différents espaces, et faire valoir l'intersectionnalité des identités. Par rapport aux femmes bisexuelles qui se voient parfois exclues des cercles lesbiens, les hommes bisexuels seraient moins exclus des milieux gays, ce qui pourrait expliquer que leur invisibilité est moins problématisée au sein de l'activisme LGBT+. Une conséquence de l'invisibilité de la bisexualité masculine est que les stéréotypes sur eux ne sont généralement pas explicitement formulés ou connus, mais dans la manière dont les gens caractérisent les hommes bisexuels, des préjugés ressortent selon lesquels ces hommes seraient confus, polyamoureux, curieux, et indignes de confiance.
La biphobie est le facteur principal causant la clandestinité sexuelle des hommes bis, qui ont alors plus de chances de recourir à des pratiques dangereuses comme le chemsex lorsqu'ils se cachent. Les hommes bisexuels ont tendance à choisir de rentrer dans des relations monogames avec des femmes, parce que cela est vu comme moins dangereux, et qu'ils perçoivent les relations entre hommes comme plus fragiles et superficielles.
Selon une étude de 2013, les lycéens bisexuels au Royaume-Uni font face à moins de harcèlement et de pressions au cours de leur scolarité qu'auparavant. Plusieurs études font état d'une transformation des perceptions de la bisexualité par les hommes des nouvelles générations, qui sont plus enclins à la considérer comme une sexualité légitime pour eux-mêmes et leurs pairs. En même temps, ils aussi ont tendance à concevoir l'hétérosexualité de manière moins stricte.